# Кастеллани, Сезар
Сезар Кастеллани (англ. Cesar Castellani) — архитектор. Родился на Мальте. В 1860 году вместе с группой итальянских священников переехал в Британскую Гвиану, в Джорджтаун.

## Творчество
Сезар Кастеллани спроектировал ряд выдающихся зданий в Гайане, включая католический Брикдамский собор (уничтожен пожаром в 1913 году), «Дом Кастеллани» (бывшая резиденция премьер-министра Гайаны) и полицейский участок Брикдам в Джорджтауне, а также Государственную больницу Нью-Амстердама. 
В 1872—1882 годах Кастеллани внёс ряд изменений и дополнений в Церковь Святейшего Сердца Иисуса на Мейн-стрит, которая открылась в 1861 году для колонистов с Мадейры. В 1875 году он завершил установку подвесного панельного потолка Парламентской палаты в восточном крыле здания парламента.
Умер 2 августа 1905 года в Джорджтауне, Британская Гвиана.